# Fairphone 2
Fairphone 2 (FP2) is de tweede editie van de Nederlandse Fairphone op het Android platform.
Van de eerste editie zijn er 60.000 verkocht, voor deze tweede editie waren bij introductie 50.000 belangstellenden. Deze editie is duurder dan de eerste, namelijk 525 euro. Er is een overzicht gemaakt van waar alle onderdelen vandaan komen. Alle componenten, zijn na te bestellen en vervangbaar, wat bij dit duurzame concept hoort.